# Senja kommun
Senja kommun (norska: Senja kommune, nordsamiska: Sáččá suohkan) är en kommun i  Troms fylke i norra Norge. Kommunen omfattar ön Senja, några mindre omkringliggande öar samt en del av fastlandet mellan Gisundet och fjorden Malangen. Centralort är tätorten och staden Finnsnes.

## Administrativ historik
Senja kommun bildades den 1 januari 2020 genom en sammanslagning av de tidigare kommunerna Lenvik, Torsken, Berg och Tranøy.
I en första omgång hade Lenviks och Tranøy kommuner 2016 beslutat att slå sig samman till en kommun 2020. I efterhand anslöt sig även de två andra kommunerna på Senja, Torsken och Berg.
Stortinget fattade beslut om sammanslagningen i mars 2017.

### Vapen för tidigare kommuner inom den nuvarande kommunen

Bergs kommun (1987–2019)
Lenviks kommun (1986–2019)
Torskens kommun (1990–2019)
Tranøy kommun (1987–2019)

## Tätorter
I Senja kommun finns sju tätorter:
- Finnsnes (centralort)
- Gibostad
- Gryllefjord
- Husøy
- Senjehopen
- Silsand
- Vangsvik

Orterna Fjordgård, Skaland och Torsken har tidigare räknats som tätorter men uppfyller inte längre kriterierna.

## Socknar
Inom Norska kyrkan är Senja kommun indelad i fyra socknar:
- Bergs socken
- Lenviks socken
- Torskens socken
- Tranøy socken

Socknarna ingår i Senja prosteri i Nord-Hålogalands stift.